# Cascades Yuntan
Les Cascades Yuntan (en xinès, 雲潭瀑布, Pénglái Pùbù) són unes cascades situades al municipi de Meishan, comtat de Chiayi, Taiwan.
La caiguda de l'aigua proporcionada pel Llac del Núvol té una alçada de 35 metres. Es por arribar caminant cap a l'est de l'estació Jiaoliping del ferrocarril del bosc d'Alish.